# Grupo ACS
Pour les articles homonymes, voir ACS.
Actividades de Construcción y Servicios ou  Grupo ACS (Ibex 35 : ACS) est une entreprise espagnole de construction.

## Histoire
Elle est le fruit de la fusion de OCP Construcciones et Ginés Navarro Construcciones en 1997.
En 2003, Actividades de construcción fusionne avec Dragados, entreprise espagnole de travaux publics, sous son nom, tout en conservant la marque Dragados,.
En septembre 2005, ACS annonce l'acquisition d'une participation de 22 % dans Union Fenosa pour 2,22 milliards d'euros.
En juillet 2008, ACS vend sa participation de 45 % dans Union Fenosa à Gas Natural pour 7,58 milliards d'euros, acquisition qui a été faite en deux temps avec d'abord un rachat de 10 % puis de 35 %. Cette acquisition dépassant le seuil de 30 % de participation, la règlementation oblige Gas Natural à lancer une offre sur l'ensemble de l'entreprise. Cette offre d'acquisition atteint un montant de 16,8 milliards d'euros. Elle est achevée en septembre 2009, Gas Natural se renomme Gas Natural Fenosa.
En décembre 2010, ACS annonce une offre d'acquisition de 4,9 milliards d'euros sur l'entreprise de construction allemande, Hochtief. Au moment de cette annonce, ACS possède une participation de 30 % dans Hochtief, seuil maximal avant l'obligation légale de faire une offre d'acquisition sur l'ensemble du capital. En 2013, après de longs mois de tentatives de montée en capital, ACS annonce qu'il possède une participation majoritaire dans Hochtief. En octobre 2015, après la vente de la participation de 10 % de la Qatar Investment Authority dans Hochtief, ACS possède une participation de 66,5 % dans Hochtief.
En août 2014, ACS annonce l'acquisition de J.F.White, une entreprise américaine de construction, pour un montant inconnu.
En septembre 2016, ACS annonce la vente de sa filiale Urbaser, spécialisée dans le traitement des déchets, pour entre 1,16 et 1,4 milliard d'euros à un investisseur chinois.
En mars 2018, ACS, via sa filiale Hochtief, annonce acquérir Abertis en coopération avec Atlantia, à la suite d'une bataille financière entre ACS et Atlantia,.
En octobre 2020, Vinci annonce faire une offre d'acquisition sur les activités énergétiques d'ACS pour 5,2 milliards d'euros en octobre 2020, puis renégocie cette offre à 4,9 milliards d'euros, en avril 2021.
En avril 2021, ACS annonce faire une offre pour acquérir une participation de 88 % dans Autostrade per l'Italia, évaluant cette dernière à près de 10 milliards d'euros, cette offre fait suite à une autre similaire de CDP sur Autostrade per l’Italia.

## Filiales du groupe

### Entreprises de construction
- Dragados
- VYCSA 
  - Roura et Cevasa
  - Electren
  - Constru-Rail
- TECSA
- Drace
- Dravosa
- GEOCISA
- COGESA
- Dycvensa
- Dycasa

### Entreprises industrielles

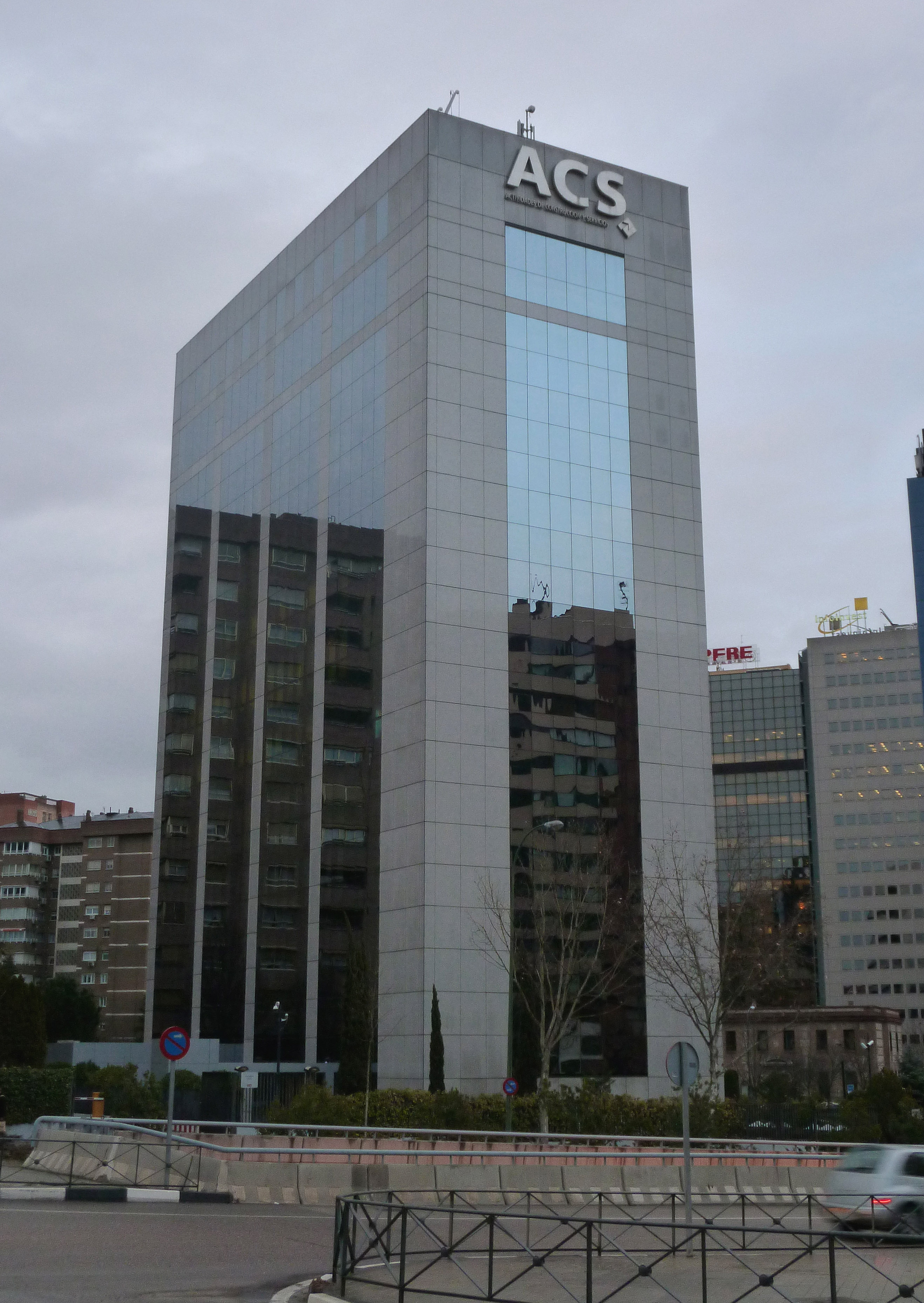
Siège central du ACS (Madrid).

- Grupo Cobra
- Grupo Etra
- SEMISA
- MAESSA
- IMESAPI
- EYRA
- CYMI
- Dragados OFFSHORE
- Grupo Masa
- Intecsa-Uhde Industrial
- Initec Energía
- SICE
- Makiber
- ENYSE

### Services
- Urbaser, gestion des déchets
- Clece, services aux entreprises (nettoyage, restauration, etc.)
- Dragados SPL
- Continental-Auto, compagnie de transport interurbain en autocar
- TP Ferro, concessionnaire de la LGV Perpignan-Figueras avec Eiffage

Enfin le groupe est actionnaires minoritaires de ces diverses compagnies:
- Abertis
- Iberdrola
- Urbis

## Données boursières

### Actionnariat
- Flottant 70 %,
- C.F. Alba 13,3 %,
- F. A. Cortina / A. Alcocer 9,2 %,
- Florentino Pérez 5 %.